# Вилла-Карчина
Вилла-Карчина (итал. Villa Carcina, ломб. Vìla Carsìna) — город и коммуна в Италии, в провинции Брешиа области Ломбардия.
Население составляет 10 016 человек, плотность населения составляет 715 чел./км². Занимает площадь 14 км². Почтовый индекс — 25069. Телефонный код — 030.
Покровителями коммуны почитаются святой архангел Божий Михаил (Cailina), святой апостол Иаков Старший (Carcina), святая Цецилия Римская, празднование 22 ноября,  святой Антоний (Cogozzo, Pregno), святые Фирс и Емельян (Villa).